# Columbia-plateau

Indicatie van de ligging van het Columbia-plateau

Het Columbia-plateau (Engels: Columbia Plateau) is een streek in het noordwesten van de Verenigde Staten. De streek beslaat grote delen in het oosten van Washington, het noordoosten van Oregon en het uiterste westen van Idaho. Ze is vernoemd naar de Columbia-rivier die door het gebied stroomt.
Het plateau (ook wel een bekken genoemd, Columbia Basin) is een relatief vlakke en droge streek omringd door nattere, bosrijke bergen. Geologisch beslaat de streek het merendeel van de large igneous province Columbia River Basalt Group. Klimatologisch heeft het Columbia-plateau een koud steppeklimaat of, op bepaalde plaatsen, een koud woestijnklimaat of een mediterraan klimaat. Het gebied valt grotendeels samen met een gelijknamige ecoregio, zoals gedefinieerd door het Environmental Protection Agency.